# Diagrama de Pareto

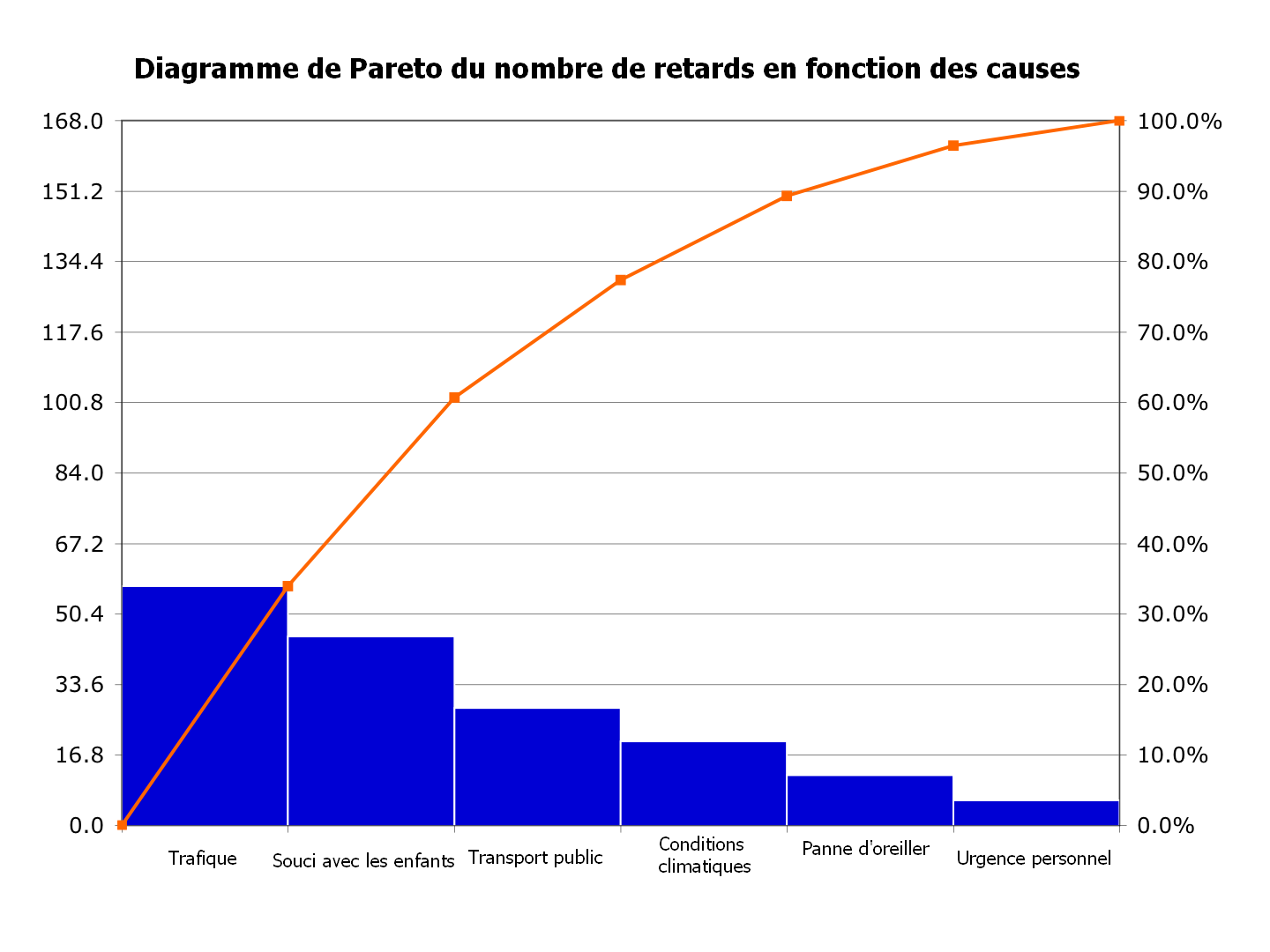
Ejemplo simple de un diagrama de Pareto usando datos hipotéticos. Se muestran las frecuencias absolutas en un diagrama de barras y en una línea roja las frecuencias acumuladas de las causas por las que los empleados llegan tarde a trabajar a una empresa..

El diagrama de Pareto, también llamado curva cerrada o Distribución A-B-C, es una gráfica para organizar datos de forma que estos queden en orden descendente, de izquierda a derecha y separados por barras. Permite asignar un orden de prioridades. El diagrama permite mostrar gráficamente el principio de Pareto (pocos vitales, muchos triviales), es decir, que hay muchos problemas sin importancia frente a unos pocos muy importantes. Mediante la gráfica colocamos los "pocos que son vitales" a la izquierda y los "muchos triviales" a la derecha. El diagrama facilita el estudio de las fallas en las industrias o empresas comerciales, así como fenómenos sociales o naturales psicosomáticos, como se puede ver en el ejemplo de la gráfica al principio del artículo.
Hay que tener en cuenta que tanto la distribución de los efectos como sus posibles causas no es un proceso lineal sino que el 20% de las causas totales hace que sean originados el 80% de los efectos y rebotes internos del pronosticado. El principal uso que tiene el elaborar este tipo de diagrama es para poder establecer un orden de prioridades en la toma de decisiones dentro de una organización. Evaluar todas las fallas, saber si se pueden resolver o mejor evitarla.
Estas gráficas se pueden generar por programas sencillas de hoja de cálculo como Apache OpenOffice/LibreOffice Calc y Microsoft Excel, o con herramientas de visualización como Tableau Software. o Microsoft Power BI